# Ramicaule
Ramicaule é um termo botânico criado por Carlyle August Luer para designar os caules das espécies de orquídeas pertencentes à subtribo Pleurothallidinae os quais, ao contrário do que acontece na maioria das subtribos de Epidendreae, não se transformam em pseudobulbos.